# Muztagata
Muztagata este al treilea munte ca înălțime în Pamir, China.

## Etimologie
Etimologia numelui, numele muntelui provine din limba uigură (مۇز تاغ ئاتا Muz Tagh Ata) care înseamnă „Tatăl munților de gheață”.

## Date geografice
Muztanga împreună cu vecinul său Kongur (7.719 m) domină regiunea de deșert  Taklamakan. Muntele se află situat în vestul provinciei chineze  Xinjiang la sud-vest de orașul Kaxgar și la est în apropierea graniței cu Tadjikistan ca și piscurile Pik Ismoil Somoni și Pik Lenin. 